# Chemikalienrecht (Japan)
Als Chemikalienrecht bezeichnet im Recht Japans das Rechtsgebiet, das dem Schutz der menschlichen Gesundheit vor schädlichen Chemikalien und dem Arbeitsschutz dient.
Japan gehörte weltweit zu den ersten Staaten mit einem Gesetz zur Regulierung gefährlicher Stoffe: Vor Japan konnte nur Schweden ein Chemikaliengesetz vorweisen. Dem japanischen kagaku busshitsu shinsa kiseihō (jap. 化学物質審査規制法, engl. Chemical Substances Control Law, CSCL) von 1973 gingen vor allem verschiedene Vorfälle mit Polychlorierte Biphenylen Ende der 1960er voraus, wie die Yushō-Krankheit, aber auch mit Methylquecksilber-Gemischen, die sich in der Nahrungskette anreicherten und u. a. zur Minamata-Krankheit führten. Ein weiterer großer Fall war der Kanegi Zwischenfall mit kontaminiertem Öl 1968. Dem CSCL wurden im Laufe der Zeit zahlreiche Durchführungs- und Nebengesetze sowie das Inventar Existing Notified Chemical Substances zur Seite gestellt.

## Beispiele verschiedener Chemikalien-Inventare
- REACH – EU
- AICS – Australian Inventory of Chemical Substances
- DSL – Canadian Domestic Substances List
- NDSL – Canadian Non-Domestic Substances List
- KECL – Korean Existing Chemicals List
- ENCS (MITI-Inventar) – Japanese Existing and New Chemical Substances
- PICCS – Philippine Inventory of Chemicals and Chemical Substances
- TSCA – Toxic Substances Control Act (seit 1976)
- CP65 - California Proposition 65
- IECSC – Inventory of Existing Chemical Substances Produced or Imported in China
- NECI – National Existing Chemical Inventory in Taiwan
- NZIoC – New Zealand Inventory of Chemicals
- Giftliste – Schweizer Giftlisten 1–3 (bis 2005)